# Стране директне инвестиције
Стране директне инвестиције (СДИ) јесте власнички удео у предузећу, који је остварио инвеститор из друге државе. Прецизније, власништво над имовином у једној држави има ентитет са седиштем у другој држави. Стога је обим и степен контроле разликују од стране портфолио инвестиције или индиректне стране инвестиције.